# Метрострой (клуб по хоккею на траве)
«Метрострой» — женская команда по хоккею на траве из города Санкт-Петербурга. Выступает в высшем дивизионе чемпионата России — Суперлиге. Также выступает в соревнованиях по индорхоккею.
Высшими достижениями команды в чемпионатах страны по хоккею на траве среди женщин являются второе место в 2013, 2016, 2017 годах и третье место в 2011 и 2015 годах.
В Кубке России по хоккею на траве среди женщин клуб Метрострой один раз был победителем (2013) и три раза финалистом.
В Кубке европейских чемпионов по хоккею на траве среди женщин 2012 года, проходившем в Белфасте (Ирландия), клуб занял четвёртое место, уступив белорусской команде «Виктория» (Смолевичи). В 2013 году клуб «Метрострой» впервые в истории завоевал Кубок европейских чемпионов по хоккею на траве среди женщин, обыграв в финале клуб «Грове» из Шотландии. Из-за проблем с открытием британских виз, на розыгрыш Кубка европейских чемпионов по хоккею на траве среди женщин 2014 года в Бирмингеме (Англия) команда отправилась не в полном составе, в том числе — без вратаря.